# 比謝羅沃湖
55°46′N 38°7′E / 55.767°N 38.117°E

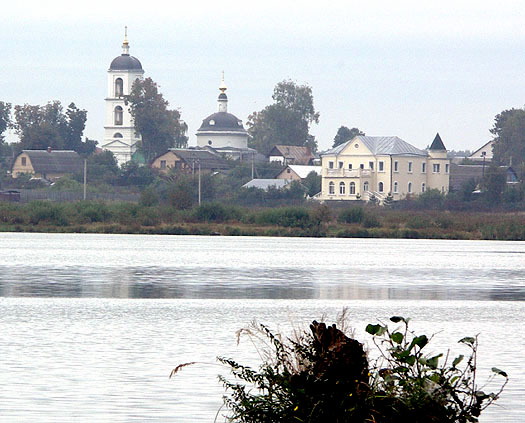

比謝羅沃湖（俄语：Бисерово），是俄羅斯的湖泊，位於該國西部，由莫斯科州負責管轄，長2.5公里、寬0.5公里，面積0.99平方公里，該湖泊海拔高度136米，最大水深4.5米。